# Arim (Sängersklavin)
Arim, arabisch عارم, (geb. im 9. Jahrhundert; gest. im 9. Jahrhundert) war eine Sängersklavin im Abbasiden-Kalifat.

## Leben
Arim war eine aus dem südirakischen Basra stammende Muwallada von ethnisch gemischter Herkunft und wurde von dem Sklavenhändler Zalbahda al-Nahhas aufgezogen, der sie schließlich in Bagdad an einen Schreiber verkaufte. 
Als Sängersklavin war sie bekannt für ihre Vulgarität.

## Rezeption
In der klassisch-arabischen Literatur wird Arim unter anderem in Abū l-Faradsch al-Isfahānīs (897–967) Werk al-'Ima al-Schawa'ir über die Sängersklavinnen erwähnt, wie auch in Ibn Fadlallah al-Umaris (1301–1349) Hauptwerk, dem Lexikon Masālik al-abṣār fī mamālik al-amṣār in seinem Kapitel über bekannte Sängersklavinnen.

### Arabische Primärquellen
- Ibn Fadlallah al-Umari (1301–1349): Masālik al-abṣār fī mamālik al-amṣār. Ins Deutsche übersetzt von Yasemin Gökpinar: Der ṭarab der Sängersklavinnen: Masālik al-abṣār fī mamālik al-amṣār von Ibn Faḍlallāh al-ʿUmarī (gest. 749/1349): Textkritische Edition des 10. Kapitels Ahl ʿilm al-mūsīqī mit kommentierter Übersetzung, Ergon Verlag, Baden-Baden 2021.

### Sekundärliteratur
- Fuad Matthew Caswell: The Slave Girls of Baghdad – The Qiyan in the Early Abbasid Era. I. B. Tauris, London 2011.
- Yasemin Gökpinar: Der ṭarab der Sängersklavinnen: Masālik al-abṣār fī mamālik al-amṣār von Ibn Faḍlallāh al-ʿUmarī (gest. 749/1349): Textkritische Edition des 10. Kapitels Ahl ʿilm al-mūsīqī mit kommentierter Übersetzung, Ergon Verlag, Baden-Baden 2021.